# 鈴木祐斗
鈴木 祐斗（すずき ゆうと、1993年7月6日 - ）は、日本の漫画家。
東京藝術大学日本画科出身。アーティストスタジオで映像作品の絵コンテなどを描いていた経歴を持つ。

## 作品リスト
- 骸区（『少年ジャンプ+』2019年4月29日[1]） - デビュー作。
- ロッカールーム（『少年ジャンプ+』2019年9月1日） - 『世にも奇妙な物語 '20秋の特別編』において『コインランドリー』の題名でドラマ化。
- SAKAMOTO-サカモト-（『ジャンプGIGA』2020 WINTER） - 『SAKAMOTO DAYS』の前身。
- 『SAKAMOTO DAYS』集英社〈ジャンプ コミックス〉既刊23巻（『週刊少年ジャンプ』2020年51号 - 連載中）